# Sé de Faro
A Sé Catedral de Faro, também conhecida por Igreja da Sé ou Igreja de Santa Maria, é um dos edifícios históricos mais importantes de Faro, no Algarve, em Portugal. Situa-se no Largo da Sé da cidade, em pleno centro histórico, e está classificada como Imóvel de Interesse Público. É a sede da Diocese do Algarve.

## História
De acordo com a tradição, não apoiada por evidência arqueológica, a Igreja de Santa Maria de Faro foi erguida sobre as fundações de uma basílica paleocristã e uma mesquita. O que se sabe é que o edifício actual foi começado em 1251, dois anos após a Reconquista cristã do povoado, por ordem do Arcebispo de Braga D. João Viegas. Em 1271 esse templo foi entregue à Ordem de São Tiago, em recompensa pelos serviços prestados na tomada da povoação aos mouros.
Este primeiro templo era provavelmente muito pequeno e foi ampliado a partir de 1321, no reinado de D. Dinis (1279-1325). Durante o século XV foi novamente reformulado, datando dessa época os elementos medievais da igreja que subsistem, como a torre da fachada, o portal principal e as capelas do transepto.
Em 1577, quando o bispo do Algarve era D. Jerónimo Osório, a Igreja de Santa Maria foi ascendida a sede episcopal da Diocese do Algarve, substituindo assim a Silves. Alguns anos depois (1596), a cidade e a Sé foram saqueadas e incendiadas pelas tropas inglesas de Robert Devereux, 2º Conde de Essex. Apenas as capelas da cabeceira, a torre da fachada e as paredes da nave teriam ficado de pé, enquanto que altares e os tectos de madeira foram destruídos.

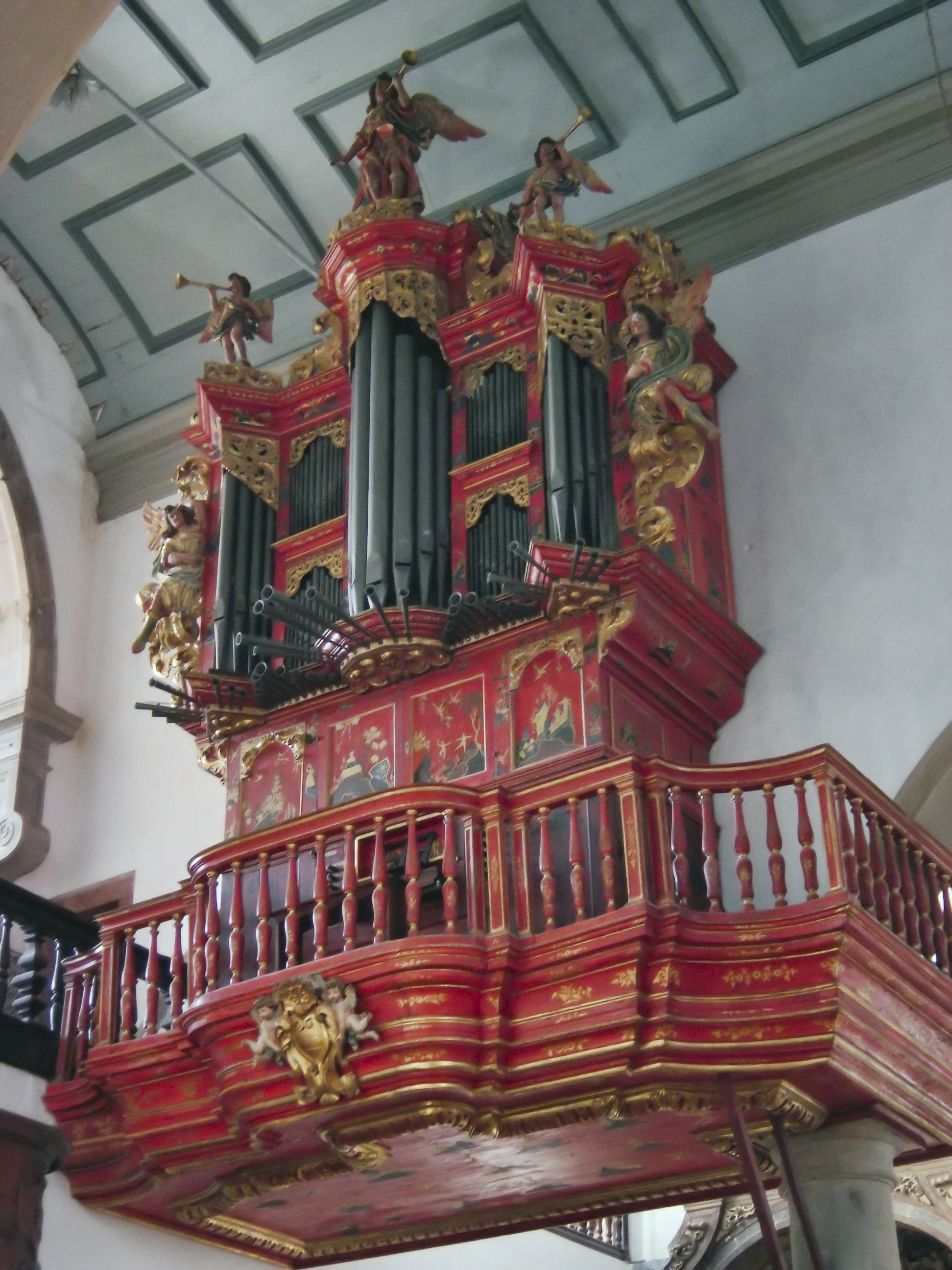
Órgão da Sé de Faro

A Sé foi reconstruída com ajuda do rei D. Filipe I, quando a arcarias góticas da nave foram substituídas por colunas toscanas em estilo chão. As capelas antigas foram inicialmente mantidas, mas a capela-mor foi reconstruída por volta de 1640 pelo bispo D. Francisco Barreto I, cujo brasão pode ser visto no arco triunfal da capela. O retábulo desta capela, em estilo maneirista e decorado com pinturas, foi construído entre 1642 e 1643. As duas capelas da cabeceira que flaqueiam a capela-mor também foram reconstruídas no século XVII. Apenas as capelas dos braços do transepto permaneceram góticas até os dias actuais.
A Sé foi enriquecida ao longo dos séculos XVII e XVIII com vários trabalhos de talha dourada e painéis de azulejos, com destaque para o órgão construído por volta de 1715. Este instrumento, atribuído tradicionalmente ao fabricante alemão Arp Schnitger, foi construído em Lisboa pelo também alemão Johann Heinrich Hulenkampf (João Fernandes Hulencampo), discípulo de Schnitger radicado em Portugal desde 1701. O instrumento foi decorado com pinturas em chinoiserie em 1751 por um artista de Tavira, Francisco Correia da Silva. Um órgão gêmeo ao da Sé de Faro foi enviado à Sé de Mariana, no Brasil colonial, por ordem de D. João V, por volta de 1750.
Os terramotos de 1722 e 1755 afectaram o edifício e motivaram contudo ainda outras obras. Desde essa época a Sé sofreu poucas modificações.

## Galeria de imagens

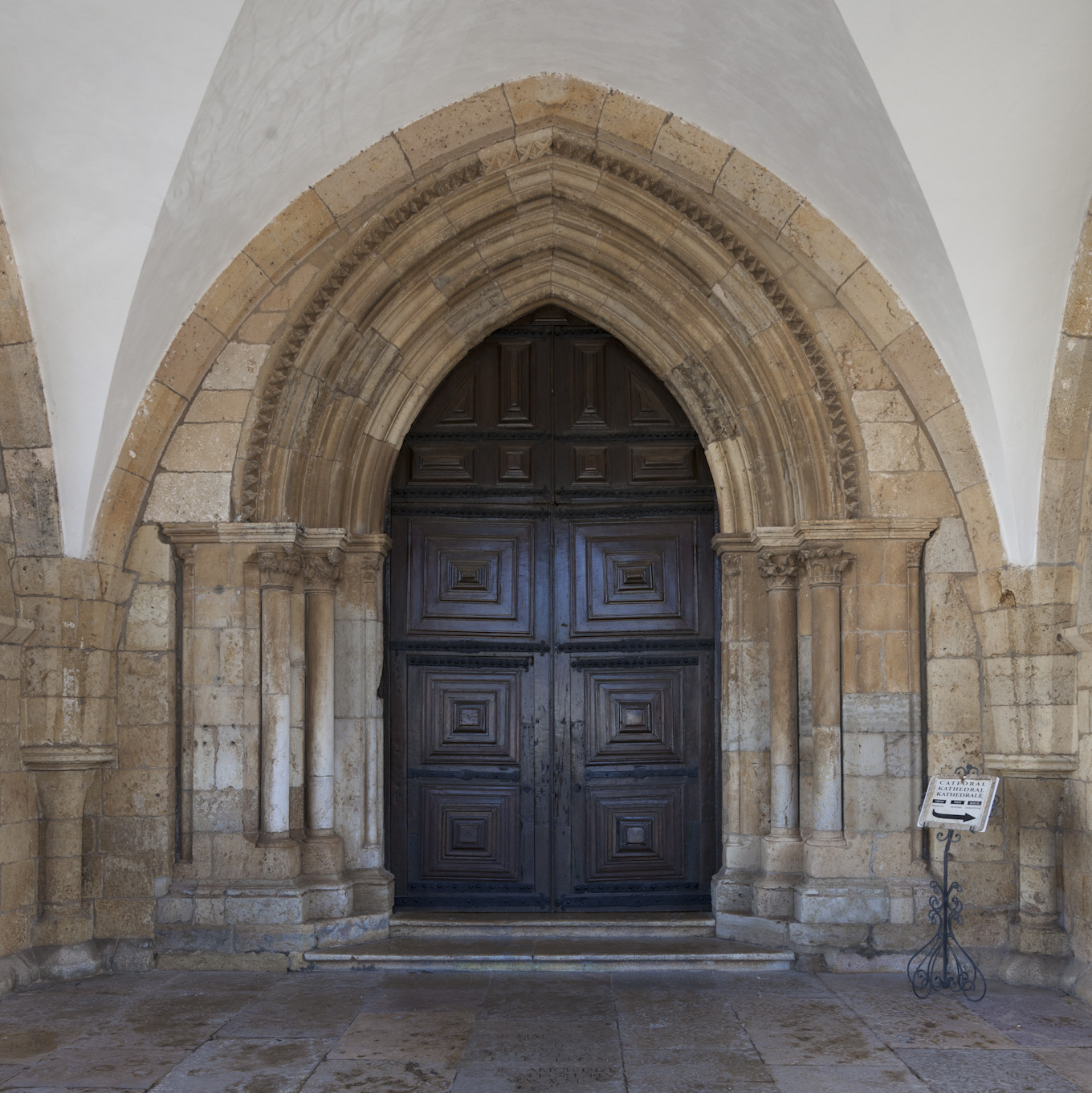
Portal gótico
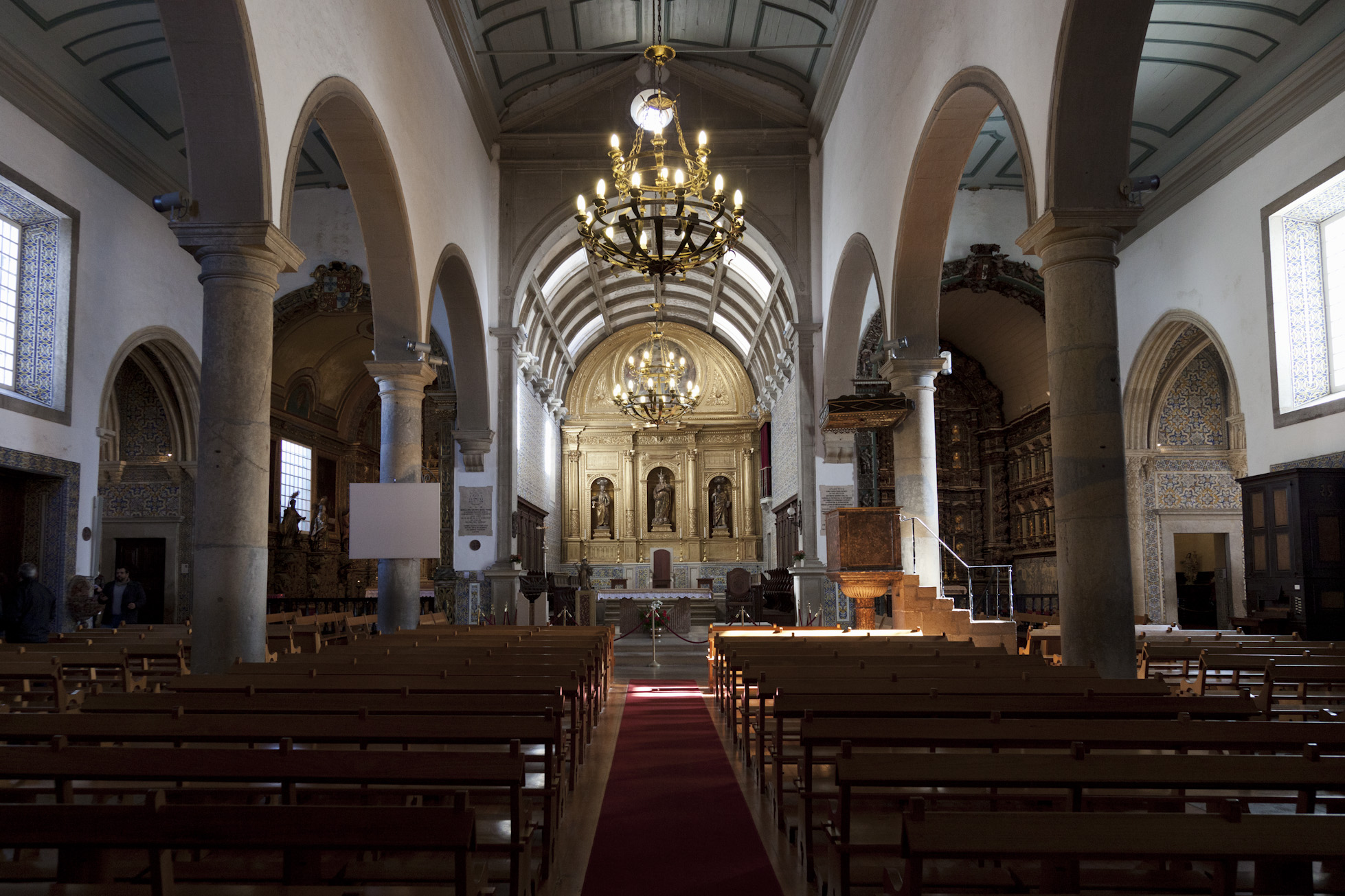
Interior
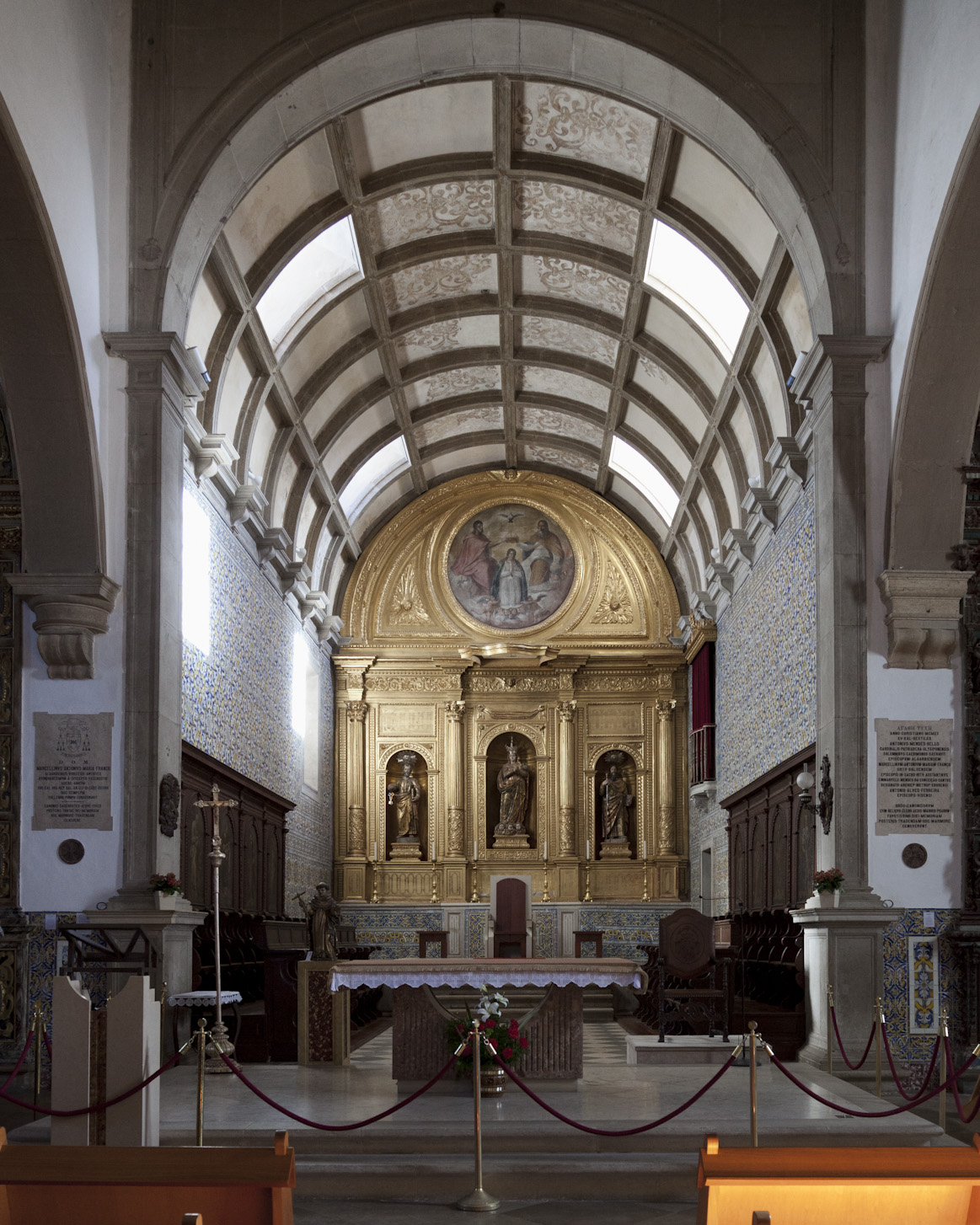
Capela-mor
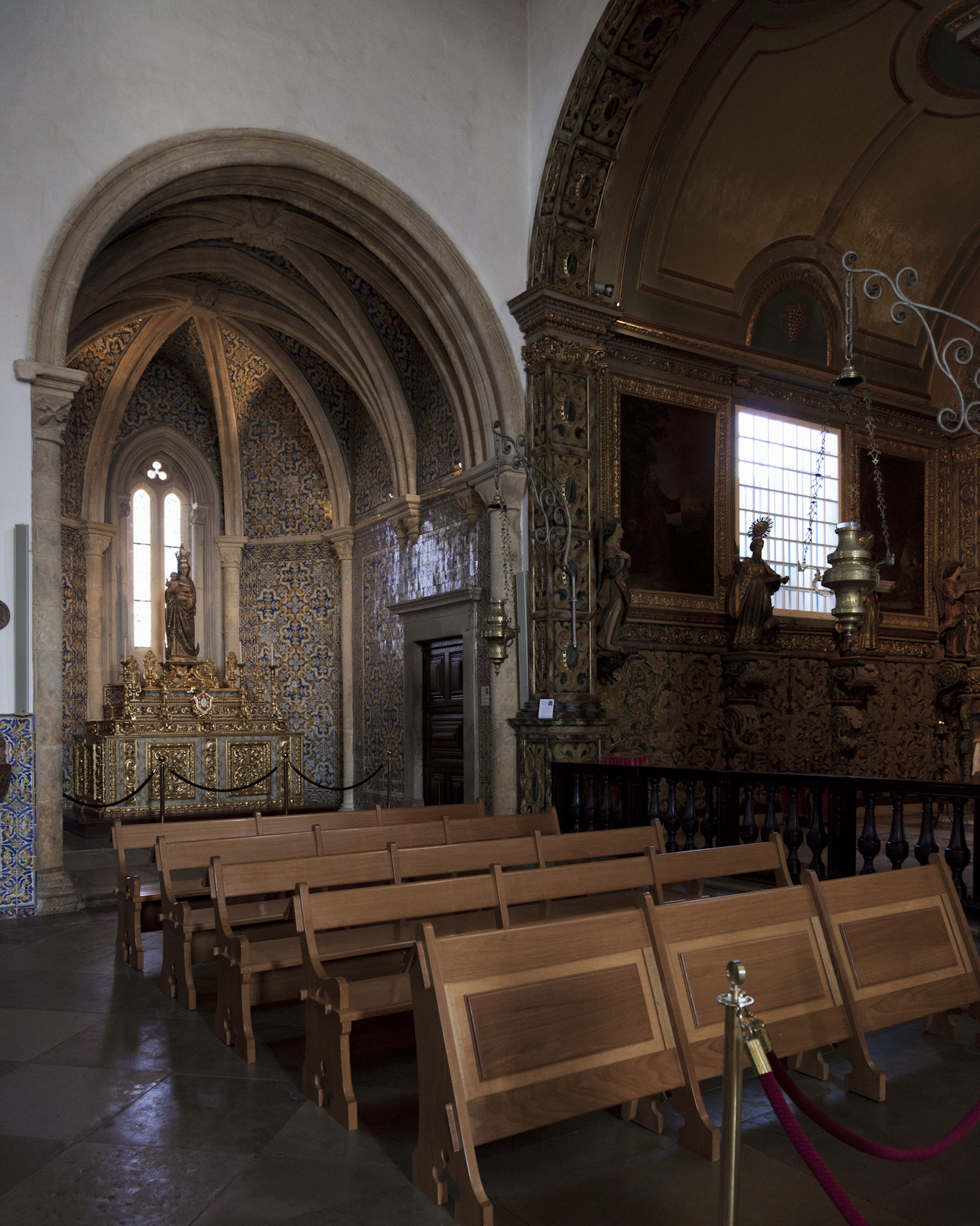
Capela gótica (à esquerda)
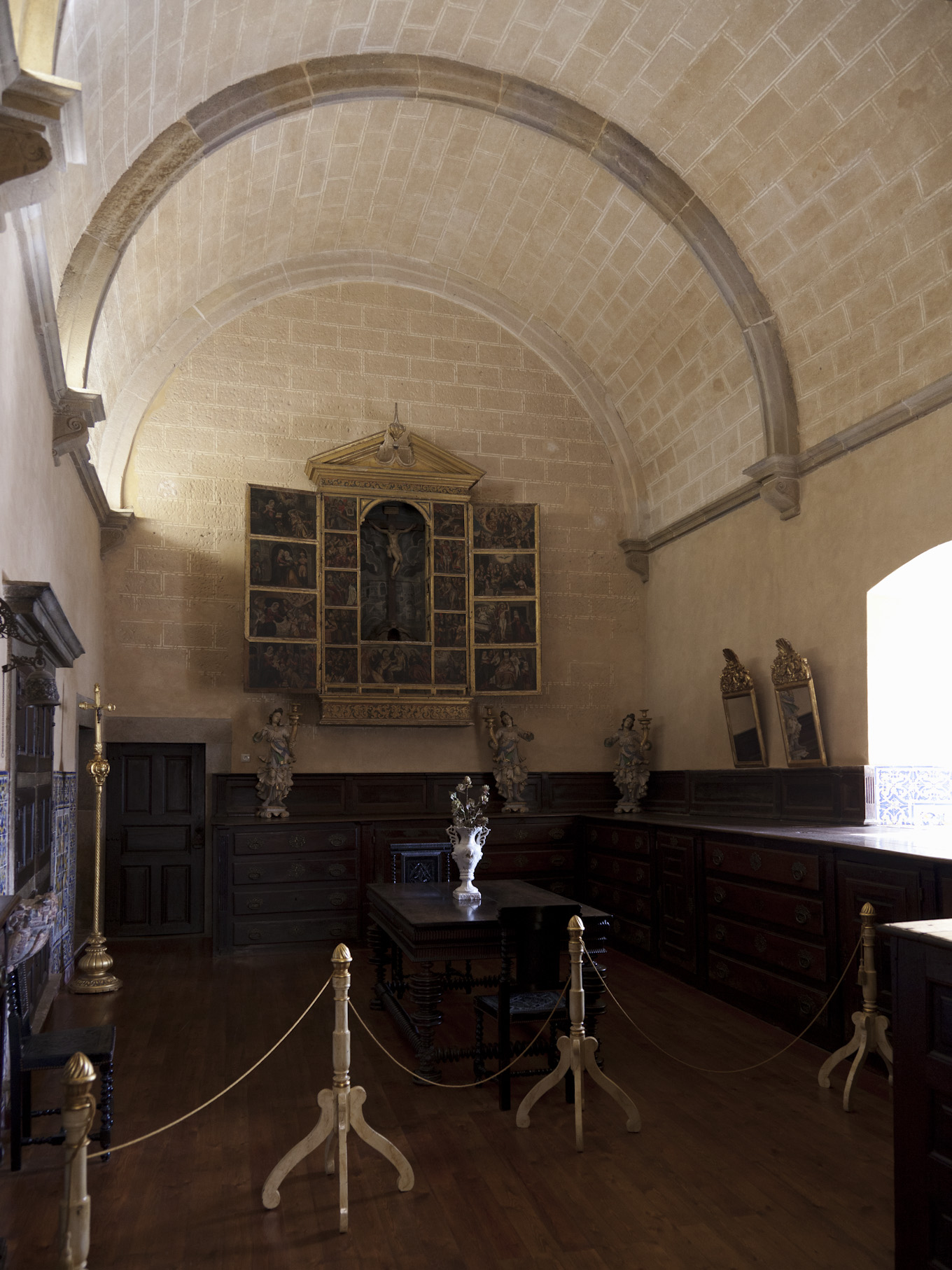
Sacristia
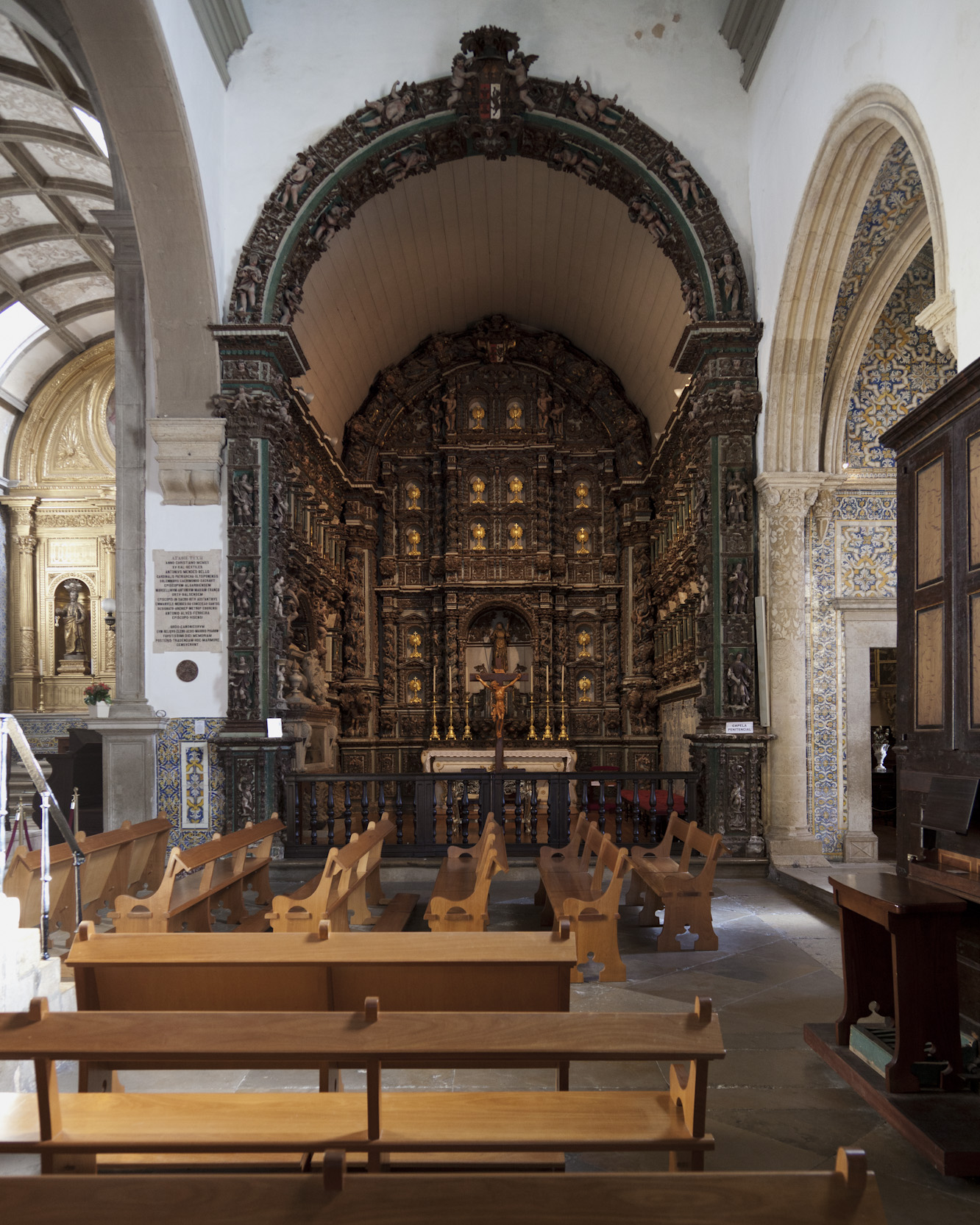
Capela Penitencial